# Астрономическая обсерватория Санкт-Петербургского университета
Астрономическая обсерватория Санкт-Петербургского университета была основана в 1881 году на Васильевском острове (Санкт-Петербург, Россия) при кафедре астрономии Санкт-Петербургского университета. С 1917 по 1992 года обсерватория носила название Астрономическая обсерватория Ленинградского государственного университета (АО ЛГУ). В 1992 году из обсерватории образовался Научно-исследовательский астрономический институт Санкт-Петербургского университета (НИАИ СПбГУ), которому в 1999 году было присвоено имя В. В. Соболева.

## Руководители обсерватории
- 1880—1913 — Сергей Павлович Глазенап — первый заведующий АО Университета
- 1913—1919 — Александр Александрович Иванов
- 1932—1937 — С. Г. Натансон — первый директор НИИ АО ЛГУ.
- 1937—1939 — Михаил Федорович Субботин — директор НИИ АО ЛГУ
- 1939—1941 — Виктор Амазаспович Амбарцумян

## История обсерватории
В 1880 году было принято решение о создании астрономической обсерватории при Санкт-Петербургском университете. Был выделен участок земли, принадлежащий Первому военному Павловскому училищу размером 340 квадратных саженей. Строительство началось в 1881 году, а первые астрономические наблюдения состоялись осенью 1882 года. Первое здание обсерватории представляло собой деревянную будку; в 1887 году была построена каменная башня с металлическим вращающимся куполом.
В 1892 году в посёлке Абас-Туман появилась первая в России горная астрономическая обсерватория — временная обсерватория, принадлежавшая Петербургскому университету.
В ней был расположен 9-дюймовый рефрактор, на котором профессор С. Глазенап наблюдал тесные двойные системы с помощью небольшого телескопа.
Благодаря отличным атмосферным условиям он смог решить тесные кратные звезды, которые не могут быть решены в других местах. В 1893 году американский исследователь двойных звёзд Шербёрн Уэсли Бёрнхем написал, что наблюдения двойных звёзд профессора Глазенапа ясно показали, что Абастумани является особенно благоприятным местом для астрономических наблюдений.
В 1932 году в Абастумани была создана Абастуманская астрофизическая обсерватория.
В ноябре 1896 года было выделено для строительства обсерватории часть принадлежащего таможенному ведомству Биржевого сквера площадью 2 273,8 кв. сажень. В том же году была создана обсерватория при Бестужеских курсах (10-я линия, д.33).
Во время Первой мировой войны обсерватория практически прекратила наблюдения. Возобновила работу в 1933 году.
В 1932 году АО ЛГУ преобразована в НИИ АО ЛГУ. В 1937 году обсерватория разместилась в новом более обширном помещении, а в 1946 году переехала из Главного здания Университета в новое помещение на 10-й линии, дом № 33. В 1958 году глазенаповское здание обсерватории стало двухэтажным. В 1978 году НИИ АО ЛГУ переехала с Васильевского острова в Петродворец (Петергоф) — там была основана наблюдательная площадка, где сейчас находится 41-см MEADE. Старые наблюдательные площадки остаются в Санкт-Петербурге. В 2005 году была проведена основательная реконструкция башни Глазенапа и в неё установлен новый 30-см телескоп Шмидт-Кассегрен MEADE.

## Инструменты обсерватории
- 6-дюймовый кометоискатель-рефрактор (в дар передан от любителя астрономии золотопромышленника И. Ф. Базилевского 5 июня 1880 года);
- Глазенаповский девятидюймовый рефрактор Репсольда (1891 год) — телескоп использовался более 100 лет. Не было наблюдений с 1989 по 1996 года;
- 4-дюймовый рефрактор;
- Вертикальный круг Репсольда;
- Десятидюймовый астрограф — в 1946 году начались наблюдения, он был отремонтирован после войны;
- Большой солнечный телескоп (установлен усилиями С. С. Журавлева) — 1946 год;
- Пассажный инструмент Бамберг № 11675 — в 1994 году прекращены наблюдения;
- 30-см Шмид-Кассегрен Meade (с 2005 года; в перестроенной старой Глазенаповской башне 9-дюймового телескопа во дворе главного здания Университета, которая пустовала с 1955 года);
- Meade LX-200 (D=406 мм)[3].

## Отделы обсерватории
- Астрономическая вычислительная (в 1890-х гг.);
- Фотометрическая лаборатория (затем лаборатория планетной астрономии) с 1932 г.;
- Лаборатория службы времени (с 1947 г.);
- Лаборатория астрометрии;
- Станция оптических наблюдений спутников (на крыше здания мат-меха на 10-й линии, д. 33; 1957—1969 гг.)

## Филиалы
- Институт астрофизики Академии наук Республики Таджикистан (Душанбе) — станция для наблюдения метеоров;
- Бюраканская астрофизическая обсерватория — несколько телескопов диаметром 0,5 метра;
- Обсерватория Майданак — две не достроенные башни обсерваторий для телескопов диаметром около 1,5 метра;
- Петродворцовый учебно-научный комплекс — радиотелескоп РТ-2.5 (с 1990 года) и 41-см MEADE (с 2004 года; в павильоне на крыше НИИФа, кафедра физики атмосферы физического факультета).

## Направления исследований
- Астрометрические наблюдения двойных звёзд;
- Переменные звёзды;
- Фотометрические исследования Луны, планет и солнечной короны;
- Геодезия (практическая и теоретическая) — с 1933 года;
- Служба времени;
- Поляриметрические исследования звёзд, туманностей и галактик.

## Основные достижения
- Семь раз В. В. Шаронов организовывал фотометрические экспедиции на полные солнечные затмения — и все успешные;
- Обсерватория была одной из первых в мире, где стала применяться фотоэлектрическая регистрация звёздных прохождений для нужд службы времени (1947 год);
- Ежегодная публикация эфемерид малых планет;
- Открытие поляризации звёзд — поляризации межзвездной среды (В. А. Домбровский, 1949 год);
- Участие в Международном геофизическом году;
- На пассажном инструменте Бамберг № 11675 за годы МГГ — МГСС (1957—1960) было выполнено более 20 000 наблюдений. Полученный в результате каталог с большим весом вошёл в сводный каталог служб времени СССР;
- За 50 лет сотрудники лаборатории астрометрии получили уникальные ряды наблюдений, использовавшиеся в Международной службе движения полюса (Япония) и в Международном бюро времени (Франция) для вывода шкалы эталонного времени, а после появления атомных часов — для определения параметров вращения Земли.

## Адрес обсерватории
- Дом, построенный ещё при основании обсерватории во дворе главного здания университета, с прилегающей к нему территорией.
- На крыше здания бывших Бестужевских высших женских курсов на Васильевском острове (10-я линия, 33).

## Интересные факты
- На факультете географии и геоэкологии СПбГУ ведутся непрерывные с 1996 года наблюдения на 9-дюймовом рефракторе переменных звёзд.
- В советское время информация о координатах обсерватории являлась государственным секретом.